# Kabuki (banda desenhada)

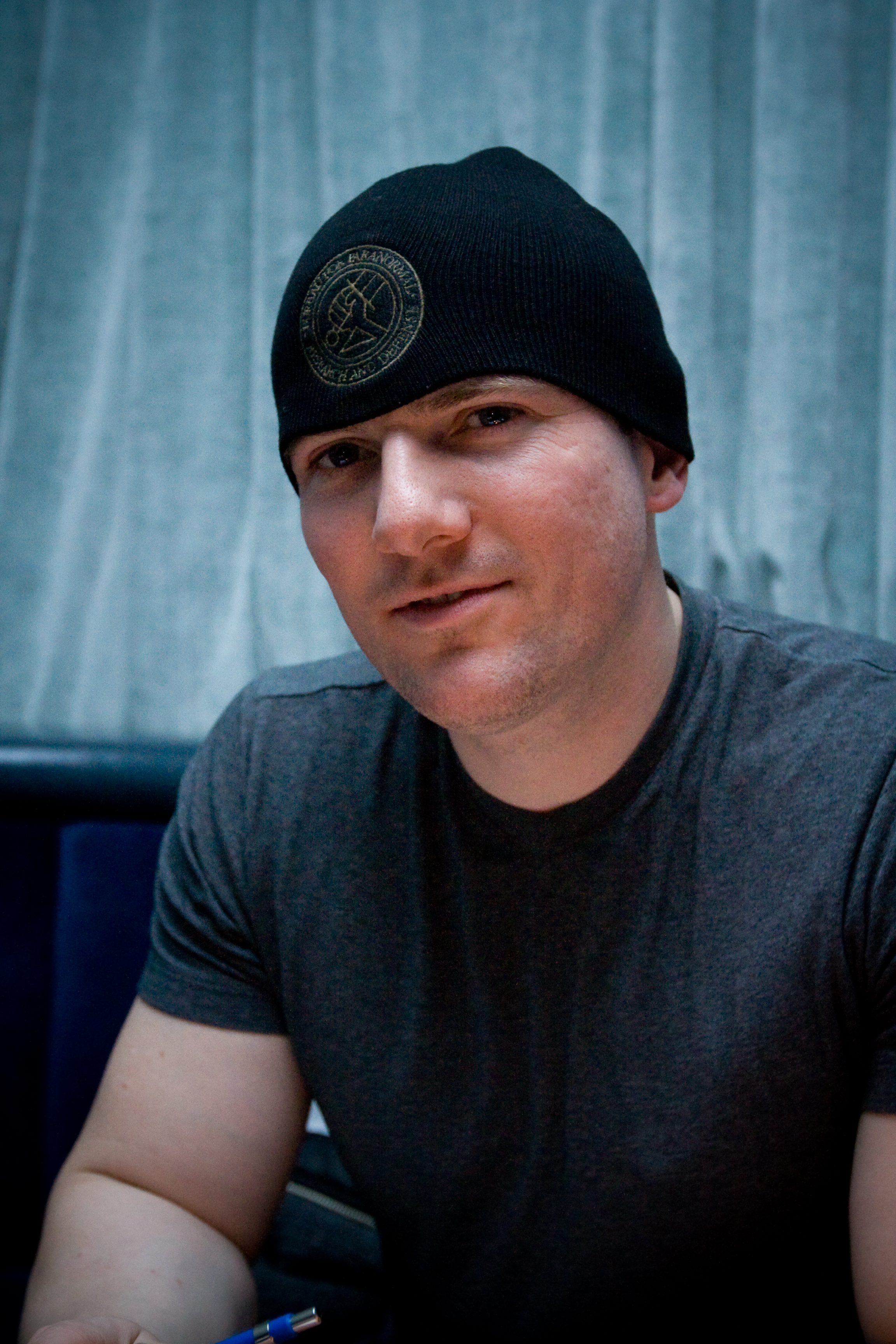
David Mack, criador da série

Kabuki é uma série de história em quadrinhos pelo artista e escritor David Mack, publicado em 1994 pela Caliber Press e depois pela Image Comics. Os quadrinhos são sobre um assassino que luta com sua prórpia identidade, no Japão, num futuro próximo. A série mais recente, Kabuki: The Alchemy ("Kabuki:A Alquimia") foi publicada pela Marvel Comics sob a sua marca Icon Comics. 